# 貨幣貶值

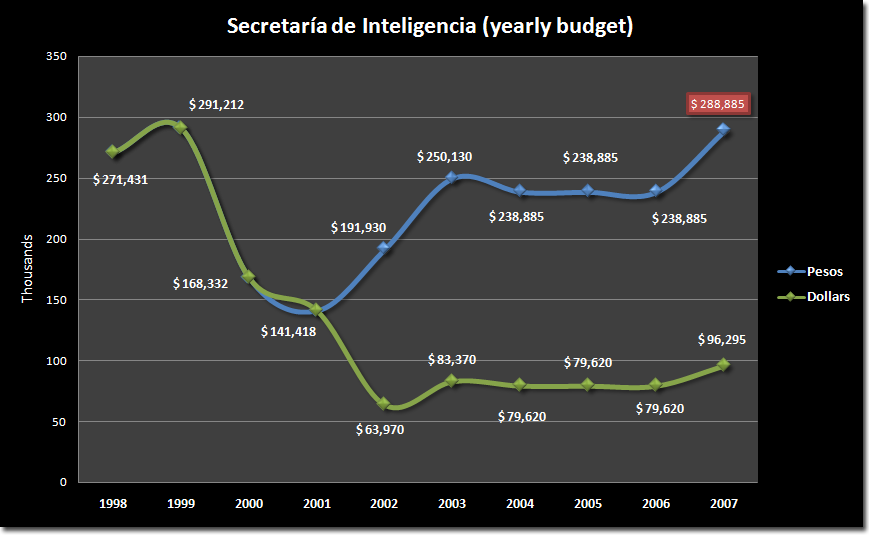
阿根廷披索兌美元的貶值

貶值（英文：Devaluation）或貨幣貶值是指某一特定貨幣相對價值下降，此相對價值一般會以兌換為其他貨幣單位後的金額為準。
貶值的反義詞是升值，是指貨幣的相對價值上昇。貨幣的升值或貶值會反映在匯率上。
貨幣貶值和通貨膨脹不同，通貨膨脹是指某一特定通貨可購買的商品或服務（即購買力）減少。
貨幣貶值後，需用較多的本國貨幣兌換等值外幣，因此不利於進口，也會造成國內進口商品物價的上漲。不過對於商品出口而言，因為等值本國貨幣所對應的外幣下降，對於出口有利。

## 早期的定義
早期典型的貨幣是用金或銀製作的硬幣，其中的重量及貴金屬的比例均由政府訂定。當政府需要錢但又缺乏貴金屬時，會減少硬幣的重量或貴金屬的比例，使得貨幣的內在的價值變低，這就是貶值。
後來發行了紙幣，在使用金本位或銀本位的貨幣制度下，政府允許民眾將紙幣兌換為等值的金或銀。當政府缺乏貴金屬時，會直接降低紙幣與金或銀的兌換價值，這也是貶值的一種，稱為法定貶值。

## 現代經濟下的定義
現代的貨幣多半為法幣，本身沒有內在價值。在總體經濟學中，一貨幣的價值取決於該貨幣的總需求及總供給之間的關係。而不同國的匯率政策也有不同，有些國家使用浮動匯率制，而有些國家使用固定匯率制，其貨幣相對美元或其他主要貨幣的匯率為一定值。
在使用固定匯率制的國家，固定匯率是靠法定強制的資本管制或是靠政府調節外匯存底來維持。不過在遇到持續的資本外流或貿易赤字時，可能會降低其匯率或改為浮動匯率，因此造成貨幣的貶值。
在一個開放的匯率市場中，若已預期一貨幣将要貶值，投機客就會賣出貨幣，兌換為其他外幣，使該貨幣外匯存底減少，增加貨幣貶值的壓力，若一國家的外匯存底已減到零，就會因無法再將貨幣兌換為外幣而發生貨幣危機。經濟學家保羅·克魯格曼及奧伯斯法爾提出一個模型，提到當一個國家的名义匯率等於實際匯率（考慮不同國家之價差後調整的匯率）時就會發生貨幣危機。不過實務上貨幣危機一般會發生在實際匯率已低於名义匯率的情形下，其原因是由於投機客沒有完整的資訊，有時當一些國家的匯率貶值後，其外匯存底已相當低，這樣的國家就會成為投機客攻擊的目標，這種情形下，匯率會快速且大幅的貶值，亞洲金融風暴就是這樣的情形。
一般而言，持續的通貨膨脹不會視為貨幣貶值，不過當通貨膨脹到一定程度後，其貨幣相對黃金（或其他的外幣）的匯率會自然下降，尤其是在一個國家有持續性預算赤字，不考慮借貸而以發行貨幣來處理時（常常是惡性通貨膨脹的原因）更是如此，這種情形下的通貨膨脹即可視為貨幣的貶值。
當一國家的貨幣嚴重貶值時，一般會發行新的貨幣以設法改善此情形，如2005年土耳其的里拉及羅馬尼亞的列伊、2002年阿根廷的比索、1998年俄羅斯的盧布、1949年中華民國的金圓券及新臺幣、1946年匈牙利的福林、1923年的德國馬克。相反的，一國家會因其經濟情形的好轉、設法降低通貨膨脹、或吸引外來投資者等原因而使其貨幣升值。

## 參照
- 固定匯率制
- 通货膨胀
- 货币政策
- 升值
- 日圓升值蕭條